# Alain Mongrenier
Alain Mongrenier, né à Amiens le 4 octobre 1940, est un peintre contemporain français.
Il vit et travaille à Rubempré dans le département de la Somme et la région Hauts-de-France.

## Repères biographiques

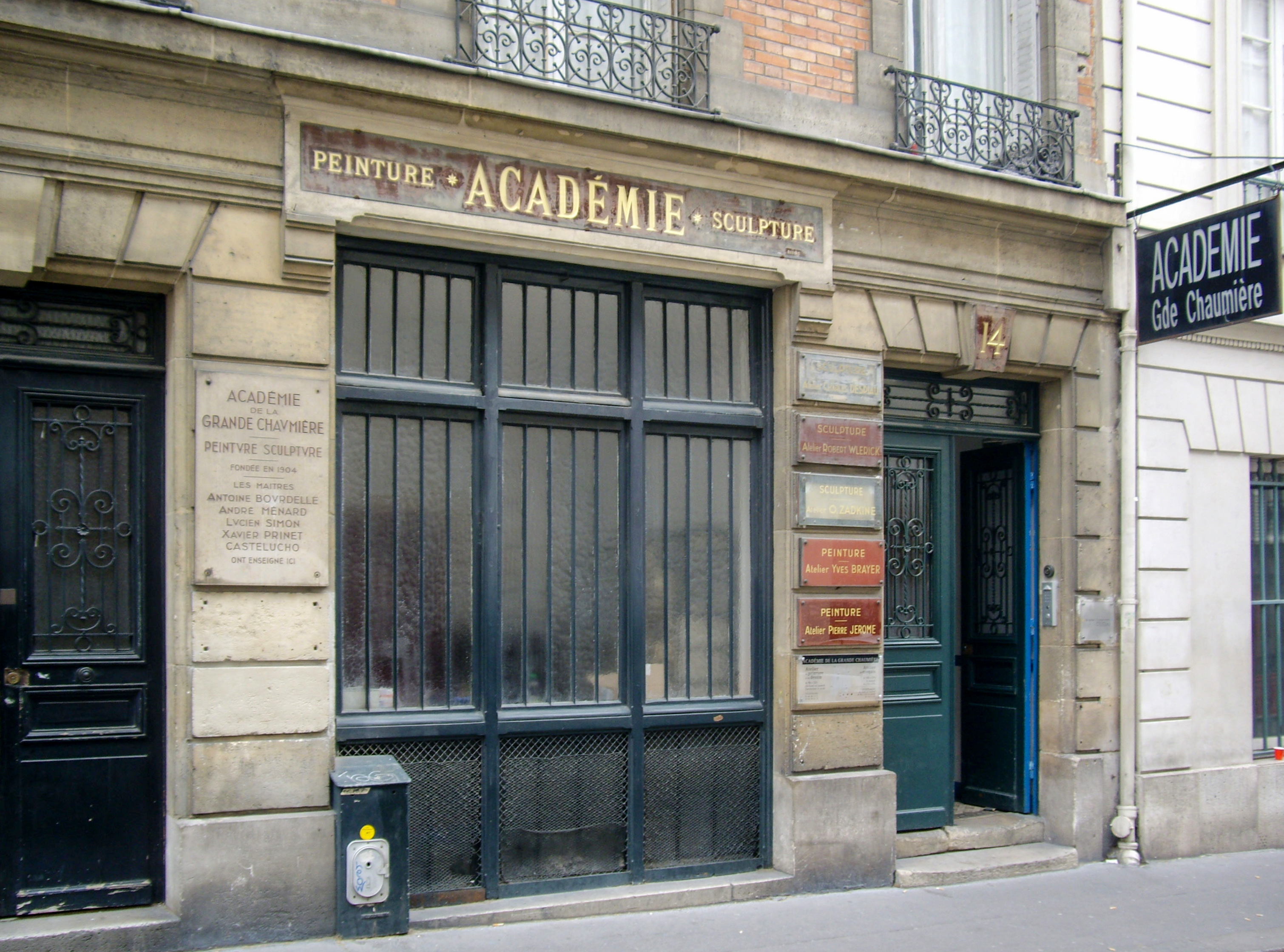
Académie de la Grande Chaumière, Paris 6e.

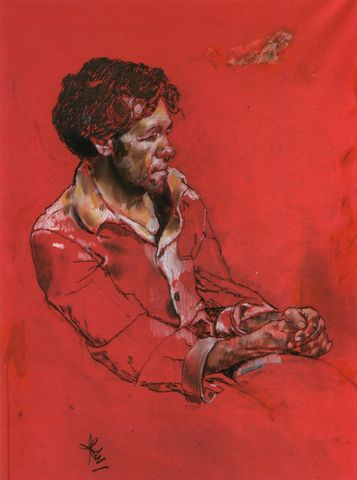
Roger par Alain Mongrenier,
Pastel sur papier, 95×70 cm, 1991.

Entré à l'École des beaux-arts d'Amiens à 15 ans, Alain Mongrenier s'engage très vite sur le chemin de la peinture, fréquentant ensuite des cours de l'Académie de la Grande Chaumière à Paris. Il n'a que 17 ans quand, à Amiens, Guy Charrier, directeur de la Galetie Dusevel, remarque son travail et l'expose, en 1958.
C'est dans les années 1960 qui débutent pour lui avec le service militaire en Algérie qu'Alain Mongrenier découvre l’École de Paris, visite le salon de la Jeune Peinture, rencontre Paul Rebeyrolle et Alberto Giacometti, est avec Philippe Cara Costea, Georges Feher, Jack Chambrin et Jacques Van den Bussche l'un des artistes permanents de la Galerie Jean-Claude Bellier à Paris : autant d'expériences qui le conduisent vers une dimension plus intime de son travail, à se remettre en question également, observe Pierre Garnier qui relève que c'est à cette époque qu'« il abandonne les thèmes misérabilistes, souvent des visages en détresse, pour réfléchir aux problèmes mêmes de la peinture, par exemple les rapports entre la forme et la couleur ».
Au fil de ses recherches, sur plus de 50 ans de créations, Mongrenier construit son œuvre singulière.
Sa sensibilité l’inscrit dans le courant expressionniste qui prend sa source chez Goya.
Au cœur de sa maison et d’un paysage, la Picardie, il aime travailler sur des papiers ou cartons déjà marqués d’empreintes,
avec des matériaux adoptés pour leur souplesse et la rapidité qu’ils lui permettent : acryliques, pigments, pastels, craies, encres, stylos billes,
crayons.
L’intensité qu'il recherche n'est pas dans le spectaculaire, mais le quotidien : objets familiers, tournesols, vélos sous la remise, paysages de toits,
petites églises de campagne. visages familiers, corps intimes... Tels sont les thèmes qu’il affectionne. Le presque rien.
Mais avec une tension qui le porte à créer des espaces concentrés, essentiels.

## Œuvre

### Analyse
Une complexité d’aplats de couleur et de traits a remplacé peu à peu l'approche classique.
Un mariage du dessin et de la peinture.
 Comme dans le travail sur les vélos, à la fois jeu complexe de lignes et présences bien concrètes. 

Ou les objets de l'atelier, harmonies de lignes et d’éclats sourds ou lumineux. 

Ou encore les variations sur les toits, dont seuls les jeux de lignes et clairs-obscurs créent la profondeur.

Ce dénuement se retrouve dans les vitraux qu'il élabore depuis 1990 : approche sensible bien proche de la démarche spirituelle. 

Dans ses portraits on devine la nervosité du crayon - ou du stylo - avec ses rythmes, ses pressions. 

Les autoportraits se risquent encore plus loin, avec une sobriété de lignes et de couleurs pour en accentuer la force expressive.

Pour les nus il a multiplié les écritures visuelles : ligne claire d'où surgit la grâce profonde du corps,
approches plus effervescentes de fonds rouges où s'étend la chair dorée, légèrement vêtue de blanc.
Parfois, seuls le noir et le blanc révèlent toute la sensualité d'un corps, sa solennité troublante.

### Peintures et dessins

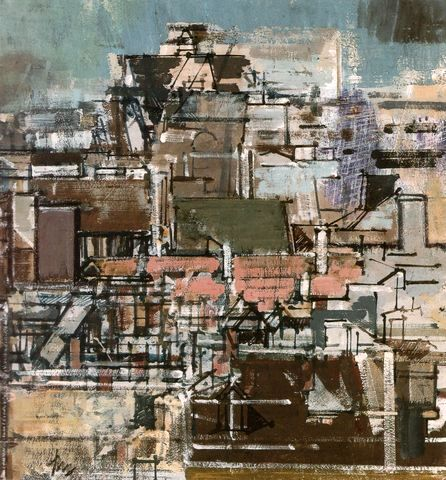
Saint-Eustache par Alain Mongrenier, acrylique sur papier, 53x50cm, 1986.

- Roger, Pastel sur papier rouge[11], Acquisition du Musée Antoine-Lécuyer, Saint-Quentin (Aisne), salle d'art contemporain du sous-sol, 95x70cm, 1991
- Portrait de Jean Dubuffet, triptyque, mine de plomb sur papiers juxtaposés, 65x150cm, acquisition du Fonds régional d'art contemporain Picardie, 1979[12]
- Fresque murale, 5x2m, Polyclinique de Picardie, 1991
- Saint Eustache, Toits[13], acrylique, 53x50cm, 1986
- Lapin écorché, huile sur toile 54x65cm, 1966, collection Jef Friboulet[14]
- Autoportrait[15], Conté sépia, 85.5x66cm, 2003
- Nature morte rouge", technique mixte, 63x85cm, 2002
- Bicyclettes, technique mixte, 90x80cm, 1999

### Vitraux

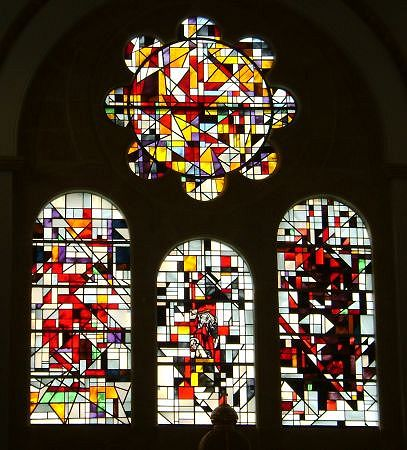
Vitraux de l'Église Saint-Fuscien de Saint-Fuscien, Alain Mongrenier, 2008.

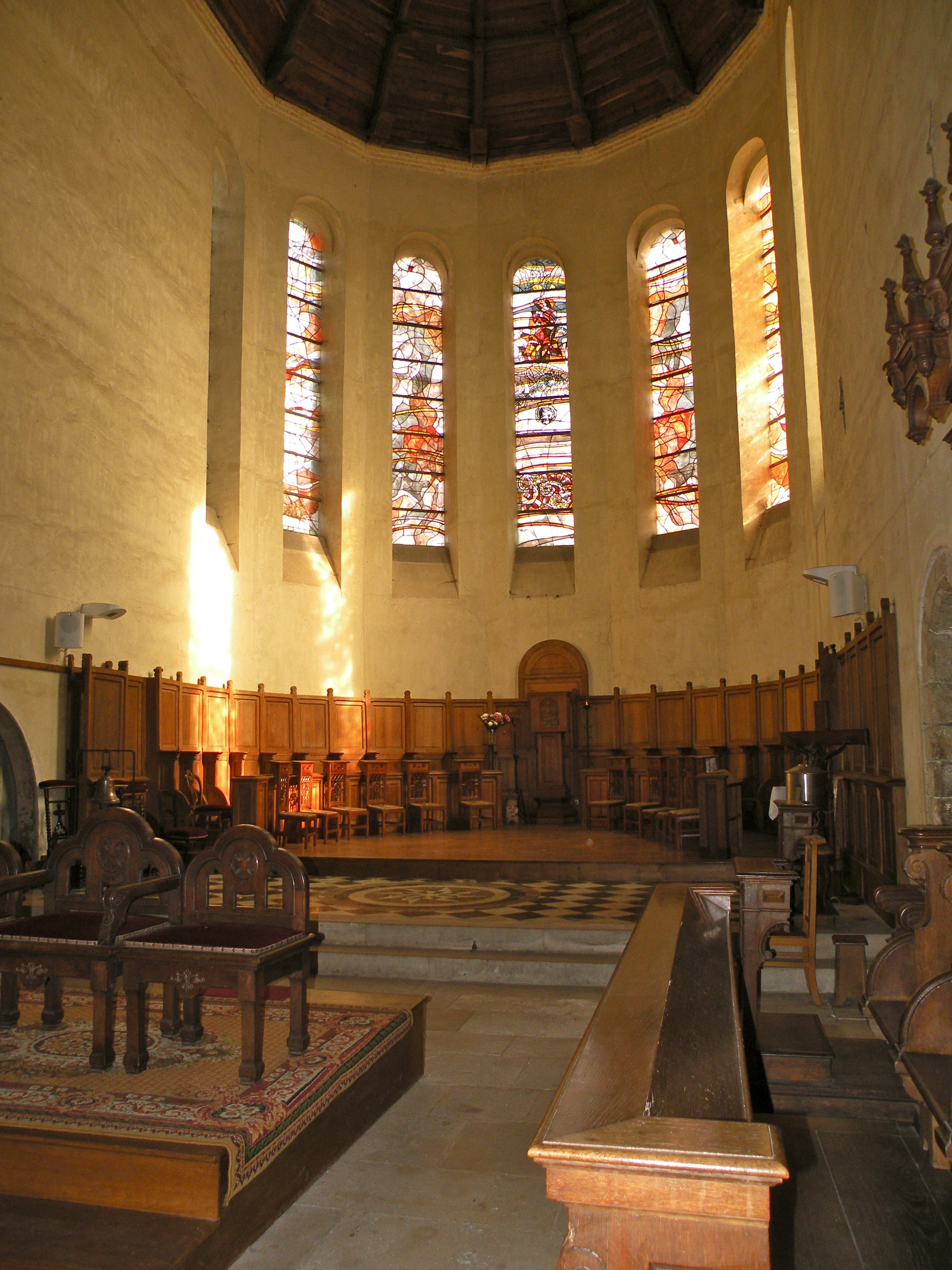
Chœur de l'église Saint-Michel de Berlaimont.

| Nature du bâtiment           | Lieu                                    | Année   | Caractéristiques             |
| ---------------------------- | --------------------------------------- | ------- | ---------------------------- |
| Église                       | Saint-Fuscien, Somme                    | 2008    | Toutes les verrières         |
| Église                       | Candas, Somme                           | 2007    | Vitraux en presque totalité  |
| Chapelle                     | Lycée Saint-Paul de Lens, Pas-de-Calais | 2006    | Totalité des dalles de verre |
| Chapelle Notre-Dame de Pitié | Sailly-en-Ostrevent, Pas-de-Calais      | 2006    | Totalité des vitraux         |
| Chapelle                     | Mont Lambert, Pas-de-Calais             | 2001    | Totalité des vitraux         |
| Église Saint Vaast           | Camon, Somme                            | 2001    | Vitrail                      |
| Église classée               | Berlaimont, Nord                        | 1996-98 | Vitraux du chœur             |
| Église classée               | Rivière, Pas-de-Calais                  | 1994    | Vitrail                      |
| Église classée               | Liessies Nord                           | 1991    | Vitrail                      |
| Église classée               | Blérancourt Aisne                       | 1990    | Vitrail Saint Martin         |

### Contributions bibliophiliques
- Victoria Christy, Vu de l'éternité - Sub specie aeternitatis, illustrations par Alain Mongrenier, Imprimerie Corbet, Olivet, 2004.
- Gianluca Virgilio, Quel che posso dire, Autoportrait d'Alain Mongrenier en couverture, Edit Santoro, Galatina (Italie), 2016.

## Expositions

### Expositions personnelles
- Espace culturel de Dreuil, Airaines, août 2019[19].
- Espace Jacques-Prévert, Mers-les-Bains, novembre-décembre 2018.
- Comédie de Picardie, Amiens, septembre 2018.
- Galeries d'art Hugues-Capet, Noyon, septembre-octobre 2016.
- Chapelle du Collège des Jésuites, Eu (Seine-Maritime), juillet-septembre 2016[20].
- Alain Mongrenier, traits pour traits, Ferme Courbet, Flagey (Doubs), mars-juin 2015[21],[22],[23].
- Peintures et dessins d"Alain Mongrenier, Hôtel des Feuillants du Conseil général de la Somme, Amiens, septembre-octobre 2014[24].
- Salle des machines du moulin de Lœuilly, Somme, 2006, septembre-octobre 2011[25].
- Alain Mongrenier, cinquante ans de création, église romane de Fieffes-Montrelet, septembre 2010[26].
- Alain Mongrenier, traits pour traits, Musée départemental de la Somme de l'Abbaye de Saint-Riquier, septembre-novembre 2003.
- Alain Mongrenier - Pastels, dessins, Musée Antoine Lécuyer, Saint-Quentin, 1991.
- Peintures et dessins avec les sculptures de Georges Jeanclos, Le prieuré d'Airaines, 12e saison d'expositions d'envergure nationale, juin-Septembre 1989.
- Alain Mongrenier, Musée départemental de la Somme de l'Abbaye de Saint-Riquier, 1988.
- Galerie Garnier, Amiens, 1985.
- Galerie Kritz Europe, Bruxelles, 1984.
- Galerie d'art Les Flandres, Lille, 1984.
- Alain Mongrenier, vingt-cinq ans de peinture, Galerie Garnier, Amiens, 1983.
- Alain Mongrenier - Les toits de Paris, Prieuré d'Airaines, 1982.
- Galerie Élisabeth Amyot, Paris, 1980, octobre 1987, mars-avril 1990, avril-mai 1992.
- Galerie Maria Canziani, Luxembourg, 1978.
- Château de Bazeilles, 1977.
- Alain Mongrenier - Rétrospective 1955-1975, Abbaye du Gard, Crouy-Saint-Pierre, 1975.
- Galerie Dusevel, Amiens, décembre 1965.
- Galerie Guy Charrier, Amiens, 1958.

### Expositions collectives
- Parcours croisés - Hommage à Jean-Michel Colignon (1915-1990), Association Culture à la Ferme, Beauquesne, août-septembre 2020[27].
- François Glineur, Thomas Groslier, Alain Mongrenier, galerie Yvert, Amiens, février 2019.
- 84e Exposition des Amis des arts de la Somme (Alain Mongrenier, invité d'honneur), Château de Bertangles, mai 1993.
- Animalia, Centre culturel du Département, Amiens, et Abbaye de Saint-Riquier, 1987.
- Groupe C.R.A.N., Palais des sports de Saint-Quentin, 1982.
- Les Picards sont picaresques et L'humide en Picardie, Maison de la culture d'Amiens, 1981.
- Artistes d'aujourd'hui pour l'art de demain, Foire de Paris, 1979.
- Grands maîtres, petits formats : Pierre Bonnard, Philippe Cara Costea, Jean Commère, Henri-Edmond Cross, Honoré Daumier, André Derain, Charles Despiau, Charles Dufresne, Raoul Dufy, André Dunoyer de Segonzac, Georges Feher, Tsugouharu Foujita, Édouard Goerg, Jean Jansem, Charles Marcon, André Marchand, Henri Matisse, André Minaux, Alain Mongrenier, Roger Mühl, Jules Pascin, Pierre-Auguste Renoir, Georges Seurat, Paul Signac, Maurice de Vlaminck, Jacques Van den Bussche, Galerie Jean-Claude Bellier, avenue Pierre-Ier-de-Serbie, Paris, décembre 1964.

### Galeries
Kintz Europe, Bruxelles ; Maria Canziani, Luxembourg ; Couzis, Rotterdam ; J.C.Bellier, Paris ; E.Amyot, Paris ; A.J.L., Paris ;

Art Les Flandres, Lille ; Cascade Euralille ;
Guy Charrier, Amiens ; Garnier, Amiens ; Urbis, Amiens ; Iris noir, Saint-Valery-sur-Somme.

## Citations

### Dits d'Alain Mongrenier
- « Les portraits retenaient particulièrement mon attention, proche des caricatures, je me plaisais à souligner les difformités et les disgrâces ; personnages vivants, marqués par ce qui domine leur existence, pensées génératrices d'angoisse et d'inquiétude. » - Alain Mongrenier[28]

### Réception critique
- « Au long ou au coin des rues vidées de toute humanité, les maisons nous parlent, alignées, serrées dans la grisaille des bitumes et des verts plombés, ridées, entre les brèches et les éclats de leurs enduits, elles tiennent leur langage, poussent leurs cris… Et n'a-t-il rien à nous dire, kui aussi, avec ses gestes accusés et ses inspirations pathétiques, ce cadavre de poulet danns la clarté froide d'un inerte fond blanc ? Portraits dont il serait superficiel de croire qu'ils sont caricaturaux. S'agit-il ici de souligner difformités et disgrâces pour prêter à rire ? Nous en sommes très loin !… Devant aucun portrait, aucune toile de Mongrenier, nous n'avons envie de sourire. Ces personnages là sont des vivants marqués par ce qui domine leur existence : pensée génératrice d'inquiétudes, besoins, convoitises. Personnel, Mongrenier l'est également dans sa technique picturale : le dessin et la couleur, le pinceau et la pâte ne consentent ni à une parcimonieuse répartition du travail ni à un conflit, mais conjuguent adroitement leurs moyens. C'est pourquoi, dans l'instant même où nous apprécions la vigueur et la solidité de la technique, nous sommes séduits par l'œuvre savamment élaborée. Faut-il expliquer par là que cette peinture parfois noire ne présente aucune opacité ? » - René Normand[29].

- « Un sens inné des nuances, une qualité de la matière constamment remise en question, une fascination pour l'expression d'un corps ou celle d'un visage, une obsession scrupuleuse à analyser la nature dans ses moindres détails, à ne rien négliger, sans pour cela en être dépendant: voilà Alain Mongrenier, un créateur qui, assurément, ne peut renier ses origines picardes, ses racines septentrionales. Elles offrent tant de similitudes avec celles des grands peintres flamands qu'il se trouve inconsciemment sur leur chemin autant par ce sens aigu de l'observation joint à ce souci du détail que par cette recherche de l'expressionnisme, issu de Munch ou de Ensor et qui lui fait dépasser la réalité. » - Christine Debrie, Docteur en histoire de l'art[30].

- « Il peint le quotidien, s'intéressant à des sujets qui retiennent peu souvent l'intérêt: ateliers, machines aratoires, abris de jardin, toits de Paris. Dans un esprit identique, ses natures mortes sont composées d'objets simples empruntés à la vie courante: un moulin à café, une lampe, une cruche, des vélos... Les techniques se mélangent: acrylique, pastels secs, encres. Au fil des années, la palette se fait plus lumineuse, quittant les teintes marron et ocre. Aujourd'hui apparaissent des mauves, des jaunes, des roses et des bleus subtils jouant avec la transparence, les superpositions, les blanc de la toile, pour créer un espace laissé ouvert, avec ses brèches de lumière. Le portrait reste omniprésent dans l'œuvre de Mongrenier... Animé d'une sensibilité aiguë, d'un sens développé de l'observation, ce portraitiste utilise d'une façon très personnelle l'encre, la mine de plomb ou le pastel, répartis tantôt en hachures obliques, tantôt en traits serrés, juxtaposés ou entrecroisés avec énergie. Écarté des influences contemporaines, Alain Mongrenier restitue, plus qu'il ne représente, les secrets du visible. À travers une œuvre moderne il a le pouvoir de nous faire rêver silencieusement dans un univers marqué par une quête d'absolu. » - Jacques Béal[15].

- « En écoutant Alain Mongrenier et en découvrant son travail, je pensais à cette phrase de Courbet: "Je n'aime pas l'art pour l'art, ni les cercles distingués des beaux esprits sans vergogne. Je trouve mon affaire partout et je tire les conclusions que je désire. Je prends ce que je pense dans la nature, et pour moi l'ensemble des hommes et des choses, c'est la nature". Cette citation s'applique bien à cet homme libre et discret qui va à l'essentiel. » - Frédérique Thomas-Maurin, conservateur en chef du musée Courbet, Ornans[23].

- « L'univers d'Alain Mongrenier est souvent qualifié de sombre. À ses débuts, il est inspiré par des thèmes extrêmes : la pauvreté, la maladie, l'angoisse. Des tableaux qui racontent son admiration pour Le Greco, Goya, Soutine et les expressionnistes. Le temps et l'âge passent, ses sources d'inspiration deviennent plus "légères", son trait aussi... Il y a les objets quotidiens, vélos, chaises, chevalet, fleurs séchées... Dans leur banalité, ils offrent à la peinture sa capacité de révéler l'intensité de ce qui est : Le corps des choses. Il y a les toits, peu regardés habituellement, dont le peintre déploie toute la richesse de lignes et d'aplats, toute l'architecture mouvante, dans une expression débarrassée de l'anecdote. L'attention cesse alors de nommer ce qu'elle a sous les yeux et se laisse prendre à l'harmonie sourde des couleurs, la vibration des clairs-obscurs. » - Alice Petit-Morel[31].

## Prix et distinctions
- Prix national 2007 de la Fondation de la vocation, unique peintre lauréat, Louise de Vilmorin et Alex Magy parrain et marraine[32].
- Prix Roger-Dutilleul 1970.